# 2008年ハンガリーグランプリ
2008年ハンガリーグランプリは、2008年F1世界選手権第11戦として、2008年8月1日から8月3日にハンガリー・ハンガロリンクで開催される。正式名称はFORMULA1 ING Magyar Nagydij 2008 

## 予選

### 結果
| 順位 | No | ドライバー               | コンストラクター                 | Q1       | Q2       | Q3       | グリッド |
| ---- | -- | ------------------------ | -------------------------------- | -------- | -------- | -------- | -------- |
| 1    | 22 | ルイス・ハミルトン       | マクラーレン・メルセデス         | 1'19.376 | 1'19.473 | 1'20.899 | 1        |
| 2    | 23 | ヘイッキ・コバライネン   | マクラーレン・メルセデス         | 1'19.945 | 1'19.480 | 1'21.140 | 2        |
| 3    | 2  | フェリペ・マッサ         | フェラーリ                       | 1'19.578 | 1'19.068 | 1'21.191 | 3        |
| 4    | 4  | ロバート・クビサ         | BMWザウバー                      | 1'20.053 | 1'19.776 | 1'21.281 | 4        |
| 5    | 12 | ティモ・グロック         | トヨタ                           | 1'19.980 | 1'19.246 | 1'21.326 | 5        |
| 6    | 1  | キミ・ライコネン         | フェラーリ                       | 1'20.006 | 1'19.546 | 1'21.516 | 6        |
| 7    | 5  | フェルナンド・アロンソ   | ルノー                           | 1'20.229 | 1'19.816 | 1'21.698 | 7        |
| 8    | 10 | マーク・ウェバー         | レッドブル・ルノー               | 1'20.073 | 1'20.046 | 1'21.732 | 8        |
| 9    | 11 | ヤルノ・トゥルーリ       | トヨタ                           | 1'19.942 | 1'19.486 | 1'21.767 | 9        |
| 10   | 6  | ネルソン・ピケJr.        | ルノー                           | 1'20.583 | 1'20.131 | 1'22.371 | 10       |
| 11   | 15 | セバスチャン・ベッテル   | トロ・ロッソ・フェラーリ         | 1'20.157 | 1'20.144 |          | 11       |
| 12   | 16 | ジェンソン・バトン       | ホンダ                           | 1'20.888 | 1'20.332 | 12       |          |
| 13   | 9  | デビッド・クルサード     | レッドブル・ルノー               | 1'20.505 | 1'20.502 | 13       |          |
| 14   | 14 | セバスチャン・ブルデー   | トロ・ロッソ・フェラーリ         | 1'20.640 | 1'20.963 | 19       |          |
| 15   | 7  | ニコ・ロズベルグ         | ウィリアムズ・トヨタ             | 1'20.748 | No time  | 14       |          |
| 16   | 3  | ニック・ハイドフェルド   | BMWザウバー                      | 1'21.045 |          | 15       |          |
| 17   | 8  | 中嶋一貴                 | ウィリアムズ・トヨタ             | 1'21.085 | 16       |          |          |
| 18   | 17 | ルーベンス・バリチェロ   | ホンダ                           | 1'21.332 | 17       |          |          |
| 19   | 21 | ジャンカルロ・フィジケラ | フォース・インディア・フェラーリ | 1'21.670 | 18       |          |          |
| 20   | 20 | エイドリアン・スーティル | フォース・インディア・フェラーリ | 1'22.113 | 20       |          |          |

- Car No.14はQ1で Car No.3を妨害したとして5グリッド降格ペナルティ

## 決勝

### 展開
セバスチャン・ブルデーにはグリッド降格のペナルティが課せられた。19番グリッドからのスタートとなる。
3番グリッドからスタートしたフェリペ・マッサがスタートでヘイキ・コバライネンを、1コーナーを過ぎたところでPPのルイス・ハミルトンをオーバーテイクし、トップに立った。レースはマッサが終盤まで首位を走り続けたが、残り2周というところのホームストレートでエンジンを壊してストップした。
イギリス・ドイツと2連勝していたポイントリーダーのハミルトンはレース中盤にタイヤがパンクして5位に終わった。その結果3番手から危なげないレースをしたコバライネンが自身初、そして最後のF1優勝を果たした。2位はドイツGPで大きなクラッシュをしたティモ・グロックが、フェラーリのキミ・ライコネンを最後まで抑えて初の表彰台登壇となった。ライコネンは終盤グロックの背後に迫ったが、信頼性の不安のために最後はグロックとの距離を狭められなかった。それでも表彰台登壇をはたした。フィンランド人ふたりの同時表彰台は第2戦マレーシアGP以来。マッサはドライバーズチャンピオンシップで3位に後退した。
BMWザウバーはここまでシーズン全レースでポイントを稼いできたが、今回のレースでは予選4位だったロバート・クビサが順位を大きく落として8位に入賞したのみだった。それもレース終盤のマッサのリタイヤによるものであった。その結果コンストラクターズチャンピオンシップ2位の座をマクラーレン・メルセデスに明け渡すことになった。
このレースではリタイヤが3台(完走扱い1台を含む)にとどまったが給油でトラブルが多く発生した。ルーベンス・バリチェロや中嶋一貴の給油では出火などのトラブルがあった。ブルデーに至っては2度も消火剤を浴び、結局3度のストップを強いられ、トラブルでリタイヤしたマッサより下の完走最下位に終わった。

### 結果
| 順位 | No | ドライバー               | コンストラクター                 | 周回 | タイム／リタイヤ | グリッド | ポイント |
| ---- | -- | ------------------------ | -------------------------------- | ---- | ---------------- | -------- | -------- |
| 1    | 23 | ヘイッキ・コバライネン   | マクラーレン・メルセデス         | 70   | 1:37'27.067      | 2        | 10       |
| 2    | 12 | ティモ・グロック         | トヨタ                           | 70   | +11.061          | 5        | 8        |
| 3    | 1  | キミ・ライコネン         | フェラーリ                       | 70   | +16.856          | 6        | 6        |
| 4    | 5  | フェルナンド・アロンソ   | ルノー                           | 70   | +21.614          | 7        | 5        |
| 5    | 22 | ルイス・ハミルトン       | マクラーレン・メルセデス         | 70   | +23.048          | 1        | 4        |
| 6    | 6  | ネルソン・ピケJr.        | ルノー                           | 70   | +32.298          | 10       | 3        |
| 7    | 11 | ヤルノ・トゥルーリ       | トヨタ                           | 70   | +36.449          | 9        | 2        |
| 8    | 4  | ロバート・クビサ         | BMWザウバー                      | 70   | +48.321          | 4        | 1        |
| 9    | 10 | マーク・ウェバー         | レッドブル・ルノー               | 70   | +58.834          | 8        |          |
| 10   | 3  | ニック・ハイドフェルド   | BMWザウバー                      | 70   | +1'07.709        | 15       |          |
| 11   | 9  | デビッド・クルサード     | レッドブル・ルノー               | 70   | +1'10.407        | 13       |          |
| 12   | 16 | ジェンソン・バトン       | ホンダ                           | 69   | +1 Lap           | 12       |          |
| 13   | 8  | 中嶋一貴                 | ウィリアムズ・トヨタ             | 69   | +1 Lap           | 16       |          |
| 14   | 7  | ニコ・ロズベルグ         | ウィリアムズ・トヨタ             | 69   | +1 Lap           | 14       |          |
| 15   | 21 | ジャンカルロ・フィジケラ | フォース・インディア・フェラーリ | 69   | +1 Lap           | 18       |          |
| 16   | 17 | ルーベンス・バリチェロ   | ホンダ                           | 68   | +2 Laps          | 17       |          |
| 17   | 2  | フェリペ・マッサ         | フェラーリ                       | 67   | エンジン         | 3        |          |
| 18   | 14 | セバスチャン・ブルデー   | トロ・ロッソ・フェラーリ         | 67   | +3 Laps          | 19       |          |
| Ret  | 20 | エイドリアン・スーティル | フォース・インディア・フェラーリ | 62   | ブレーキ         | 20       |          |
| Ret  | 15 | セバスチャン・ベッテル   | トロ・ロッソ・フェラーリ         | 22   | エンジン         | 11       |          |